# Beast – Jäger ohne Gnade
Beast – Jäger ohne Gnade (Originaltitel: Beast) ist ein US-amerikanischer Survival-Action-Horrorfilm aus dem Jahr 2022 unter der Regie von Baltasar Kormákur nach einem Drehbuch von Ryan Engle, basierend auf einer Geschichte von Jaime Primak Sullivan. In den Hauptrollen spielen Idris Elba, Iyana Halley, Leah Jeffries und Sharlto Copley. Es geht um einen verwitweten Vater und seine beiden Töchter im Teenageralter, die ein südafrikanisches Wildreservat besuchen und um ihr Überleben kämpfen müssen, als sie von einem wilden und abtrünnigen Löwen verfolgt und angegriffen werden.
Beast – Jäger ohne Gnade wurde in den Vereinigten Staaten am 19. August 2022 von Universal Pictures veröffentlicht. Der Film spielte mit einem Budget von 36 Millionen Dollar weltweit 59 Millionen Dollar ein und erhielt von der Kritik gemischte bis positive Kritiken.

## Handlung
Der kürzlich verwitwete Arzt Dr. Nate Samuels und seine Töchter Meredith und Norah machen Urlaub im Kruger-Nationalpark in Südafrika. Nate trifft seinen alten Freund Martin Battles wieder, einen Biologen und Mopani-Manager, der Nate und seine Frau einander vorgestellt hatte. Martin nimmt Nate und die Mädchen mit in das Dorf, in dem Nates Frau aufgewachsen ist. Nate vertraut Martin seine Schuldgefühle an, weil er nach der Trennung von seiner Frau, die an Krebs im Endstadium erkrankt war, sehr distanziert war. Mit der Reise will er sich wieder mit seinen Töchtern versöhnen.
Am nächsten Tag besichtigen Martin und die Familie die Sperrgebiete des Reservats. Martin stellt ihnen den Wildhüter Banji vor und zeigt ihnen ein lokales Löwenrudel, um das er sich intensiv kümmert. Er entdeckt, dass eine Löwin schwer verletzt ist und bittet Banji, einen Tierarzt zu benachrichtigen. Sie fahren weiter zu einer nahe gelegenen Tsonga-Gemeinde, wo sie zu ihrem Entsetzen feststellen, dass der größte Teil der Bevölkerung tot ist. Da Martin vermutet, dass ein einzelgängerischer Menschenfresser dafür verantwortlich ist, fahren sie eilig zurück, um den Fund zu melden. Auf der Straße treffen sie auf einen verletzten Tsonga-Mann, Nate kann ihn aber nicht retten. Martins Bein wird zerfleischt, als er den Löwen verfolgt. Der Löwe greift auch Nate an, der im Auto mit den Mädchen in Deckung geht. Meredith rast davon, prallt aber gegen einen Baum, so dass sie festsitzen.
Martin warnt Nate über ein Walkie-Talkie, er solle sich fernhalten, da der Löwe Martin als Köder benutze, um die anderen herauszulocken. Da das Funkgerät außer Reichweite ist, um Hilfe zu holen, baut Nate ein Betäubungsgewehr zusammen. Er stellt sich dem Löwen entgegen, in der Hoffnung, ihn zu überwältigen, um Martin zu bergen und in die Zivilisation zurückzukehren. Der Löwe greift an, und Meredith nutzt die Ablenkung, um Martin zu retten. Norah sticht den Löwen mit einem Betäubungspfeil, nachdem das Tier Nate die Waffe aus der Hand geschlagen hat, woraufhin sich der Löwe zurückzieht. Meredith bringt Martin zurück zum Auto, und Nate behandelt seine Wunde.
Als die Nacht hereinbricht, vermutet Martin, dem es langsam besser geht, dass der Löwe zum aggressiven Einzelgänger geworden ist, nachdem Wilderer sein Rudel getötet hatten. Kurz darauf treffen die Wilderer ein und erklären sich zunächst bereit, die Gruppe gegen Bezahlung in ihrem Truck ins Dorf zu bringen. Die Spannungen steigen, als die Wilderer Martin, einen leidenschaftlichen Wilderergegner, im Auto entdecken. In dem Moment greift der Löwe an und vertreibt die Wilderer, wobei er die meisten von ihnen tötet. Nate schleicht sich an dem Löwen vorbei und findet die Truckschlüssel und ein Gewehr bei einem sterbenden Wilderer. Währenddessen hält Martin den Löwen lange genug am Auto auf, um den Schwestern die Flucht zum Truck zu ermöglichen, allerdings trägt Meredith eine tiefe Wunde an der Seite davon. Das Auto stürzt durch die Angriffswucht des Löwen in eine Schlucht, und Martin opfert sich, indem er das auslaufende Benzin zur Explosion bringt, um den Löwen zu töten. Nate startet den Truck und rast mit Meredith und Norah davon, muss aber nur wenig später an einem verlassenen Schulhaus anhalten, bevor ihnen das Benzin auszugehen droht.
Im Schulhaus, das den Wilderern als Stützpunkt diente, versorgt Nate Merediths Wunde und sucht nach Wasser. Da taucht der schwer verbrannte Löwe wieder auf und stellt den Mädchen nach, aber Nate kehrt rechtzeitig zurück und verscheucht ihn mit dem Wilderergewehr. Nate lässt seine Töchter sich in ein Schulzimmer einschließen und verspricht, zurückzukommen, wenn er den Löwen bezwungen hat. Nachdem er den Löwen provoziert hat, ihn zu jagen, lockt Nate ihn zum Löwenrudel, das von Martin betreut wurde.
Der aggressive Löwe holt Nate ein, fällt ihn an und tötet ihn fast, als plötzlich die männlichen Rudelmitglieder eingreifen und den Einzelgänger töten, um ihr Rudel zu schützen. In dem Augenblick trifft Banji ein und rettet den bewusstlosen Nate.
Als er im Krankenhaus aufwacht, sagt der genesende Nate seinen Töchtern, dass er sie liebt. Einige Zeit später kehren die drei in das Reservat zurück, diesmal als vereinte Familie, und stellen das Foto nach, das Nates Frau von sich selbst neben ihrem Lieblingsbaum gemacht hat.

## Produktion
Im September 2020 wurde bekannt gegeben, dass Idris Elba die Hauptrolle in einem neuen Universal-Pictures-Film mit dem Titel Beast – Jäger ohne Gnade spielen wird, der auf einer Originalidee von Jaime Primak-Sullivan basiert und von Baltasar Kormákur inszeniert wird. Im Juni 2021 stießen Sharlto Copley, Iyana Halley und Leah Jeffries zum Cast.
Die Dreharbeiten begannen am 1. Juni 2021 in Südafrika und dauerten 10 Wochen. Die Dreharbeiten fanden in den ländlichen Provinzen von Namibia statt.
Steven Price komponierte die Filmmusik. Back Lot Music hat den Soundtrack veröffentlicht.

## Veröffentlichung
Beast – Jäger ohne Gnade wurde am 19. August 2022 von Universal Pictures veröffentlicht.
Der Film wurde am 8. September 2022 auf VOD veröffentlicht, gefolgt von einer Blu-ray und DVD-Veröffentlichung am 11. Oktober 2022. Der Film wurde am 7. Oktober 2022 auf Peacock veröffentlicht.
Deutsche Synchron-Fassung/Dialogbuch: Michael Nowka, Dialogregie und Schnitt: Brigitte Tjimbawe 

## Rezeption

### Einnahmen
Beast – Jäger ohne Gnade spielte 31,8 Millionen Dollar in den Vereinigten Staaten und Kanada und 27,3 Millionen Dollar in anderen Gebieten ein, was ein weltweites Gesamtergebnis von 59,1 Millionen Dollar ergab, bei einem Produktionsbudget von 36 Millionen Dollar.

### Kritik
Auf Rotten Tomatoes sind 68 % der 208 Kritiken positiv, mit einer durchschnittlichen Bewertung von 6/10. Der Konsens der Kritiker lautet: „Wollen Sie Idris Elba beim Kampf mit einem Löwen zusehen? Der bewundernswert schlanke, aber letztlich entbehrliche „Beast“ ist genau der Film, nach dem Sie suchen.“ Metacritic gab dem Film eine gewichtete Durchschnittsnote von 54 von 100, basierend auf 46 Kritiken, was „gemischte oder durchschnittliche Kritiken“ bedeutet. Das von CinemaScore befragte Publikum gab dem Film eine Durchschnittsnote von „B“ auf einer Skala von A+ bis F, während PostTrak dem Film eine positive Gesamtbewertung von 65 % gab, wobei 46 % sagten, sie würden ihn auf jeden Fall weiterempfehlen.
Mehrere Kritiker lobten den Kameramann Philippe Rousselot. Wenlei Ma, der für news.com.au schreibt, lobt den Fokus des Films: „Es ist ein Verfolgungsfilm und was man bekommt, ist eine spannende Verfolgung. Job erledigt.“ Kritiker Dwight Brown schrieb: "Der Erfolg dieses aufsehenerregenden, ohrenbetäubenden Hokuspokus ist auf eine kluge Regie, nahezu nahtlose Bild- und Toneffekte, einen straffen Schnitt und den überaus talentierten Idris Elba zurückzuführen.
Odie Henderson von RogerEbert.com gab ihm 2,5 von 4 Punkten und verglich den Film mit seinem Zeitgenossen, Prey (2022): „Beide haben Botschaften über Jäger, die das Tierreich verwüsten und dafür teuer bezahlen […]. Der klimatische Showdown in beiden Filmen läuft darauf hinaus, dass der Held das nutzt, was er über seinen Standort und seinen Feind weiß, obwohl dieser Film viel mehr Unglaubwürdigkeit erfordert“. Richard Roeper nannte ihn „zeitweise spannend, aber auch ziemlich dumm und lächerlich“.
Das Lexikon des internationalen Films vergibt einen von fünf Sternen und bemängelt, dass der Film „wenig originell innerhalb vorhersehbarer Bahnen“ sei und „sich in markanten Löwenattacken, generischen Effekten und viel Geschrei“ erschöpfe.

### Auszeichnungen
Der Film wurde bei den Visual Effects Society Awards 2023 für die Herausragende animierte Figur in einem fotorealistischen Spielfilm nominiert.